# Gesellschaft der rechtschaffenen fremden Maurer und Steinhauer
Die Gesellschaft der rechtschaffenen fremden und einheimischen Maurer- und Steinhauergesellen
ist eine berufsspezifische Vereinigung von Handwerkern, die eine traditionelle dreijährige Wanderschaft vollziehen oder vollzogen haben. Das Alter dieser Gesellenorganisation ist nicht genau zu erfassen. Die ältesten noch vorhandenen Utensilien wie Willkomm (Rituelles Trinkgefäß), Handwerksladen und Stubenschilder stammen aus dem siebzehnten Jahrhundert. Die Gesellschaft der rechtschaffenen fremden Maurer und Steinhauer hat keine rechtliche Form wie zum Beispiel „eingetragener Verein“ oder dergleichen. Die Finanzierung erfolgt ausschließlich über Umlagen der Mitglieder. Die Mitgliederzahl liegt zurzeit bei etwa 300 Gesellen.

## Ziele
Zielsetzung ist die Förderung der Tradition des Gesellenwanderns und der damit einhergehenden beruflichen und menschlichen Bildung, weit über die eigentliche Reisezeit von 3 Jahren und 1 Tag hinaus. Dabei verwenden sie Riten und Gebräuche, die zu einem Teil aus der Tradition der gotischen Bauhütten herrühren, zum anderen aber auch aus den Gesellenladen der Zünfte.

## Geschichte
Die Steinmetzen der Bauhütten waren bis ins 17. Jahrhundert von den Zünften unabhängig. Als die Bauhütten als selbständiger Berufsverband um 1731 verboten wurden, gingen sie endgültig in den Maurerzünften auf, welche schon seit langem versucht hatten, das ertragreiche Arbeitsfeld des Kirchenbaus für sich zu vereinnahmen. Die Gesellen der Bauhütten nahmen dabei den wichtigsten Teil ihres Rituals, unter anderem die Bruderschaft der Steinmetze, mit in die Gesellenvereinigung der Zünfte.
Die Gesellenvereinigungen der Zünfte waren entstanden, um der Bevormundung und Unterdrückung durch die Meister etwas entgegenzusetzen, dazu hatten sich die Gesellen der verschiedenen Gewerke unter den Gesellenladen organisiert. Diese hatten ein eigenes Regelwerk und einen eigenen Ehrenkodex.
Der wichtigste Teil war dabei der Zusammenhalt und die Solidarität. Kam es zum Arbeitskampf – und davon zeugen etliche Berichte aus jener Zeit – wurde im äußersten Fall die ganze Stadt „schwarz gemacht“, das heißt, alle Gesellen des betreffenden Gewerkes mussten aus dieser Stadt abreisen, wenn sie von ihren Kameraden nicht ausgestoßen werden wollten. Solche Arbeitskämpfe zogen sich bisweilen über Jahre und bedeuteten manchmal den Ruin der entsprechenden Zunft der jeweiligen Stadt. Auslöser solcher Arbeitskämpfe war nicht selten, dass sich die Gesellen bisweilen das Recht herausnahmen, den „blauen Montag“ zu feiern bzw. dass die Meister versuchten, dies mit bisweilen drakonischen Strafen zu verhindern.
Die Gesellen, die sich an die Verhaltenskodexe der Gesellenlade hielten, nannten sich rechtschaffen und in zahlreichen bei den rechtschaffenen und fremden Maurern und Steinmetzen erhaltenen Utensilien aus jener Zeit, wie zum Beispiel Laden, Willkomm, Fahnen und dergleichen, teilweise aus dem 17. Jahrhundert, ist dieser Titel eingeschrieben. In früheren Jahrhunderten war die Zugehörigkeit zu den Rechtschaffenen für jeden Gesellen unabdingbar. Maurer und Steinmetze, die nicht in der Bruderschaft waren, wurden ausgegrenzt; Meister, die solche Gesellen beschäftigten, wurden schwarz gemacht.
Gewerbefreiheit und Zunftauflösung um 1860 wirkten sich auf die eigenständige Fremdenverbindung nicht unmittelbar aus. Sie betreute die reisenden Gesellen und pflegte weiter Handwerksbrauch und Gewohnheit. Bis auf wenige im 19. Jahrhundert vorgenommene Korrekturen – dazu zählt der Zusammenschluss der Fremden und Einheimischen – konnten sich Brauchtum und Überlieferung bei den rechtschaffenen Maurern und Steinhauern nachweislich seit mehr als zweihundert Jahren unverändert erhalten.
Seit 1890 – nach Ende der Zunftwirtschaft – traten neue Schächte reisender Bauhandwerker in Erscheinung. Zwischen den Rechtschaffenen und den später entstandenen Schächten entwickelte sich ein Klima gegenseitiger Abneigung. Die steigende Rivalität führte zu Auseinandersetzungen und blutigen Schlägereien. Erst 1951 konnten diese Konflikte mit der Gründung der Confederation Compagnonnages Européens (CCEG), einem Dachverband Europäischer Gesellenvereinigungen, überwunden werden. Sicher hatte dieses Zusammenrücken auch damit zu tun, dass die Schächte seit den 1960er Jahren massive Nachwuchsprobleme bekamen. In den 1970er Jahren gab es fast keine Reisenden mehr, und die Gebräuche wurden ausschließlich von den Einheimischen aufrechterhalten.
Seit den 1980er Jahren reisen bei den rechtschaffenen fremden Maurer und Steinmetzen wieder Gesellen. Da sich das Traditionsbewusstsein in dieser Berufsgruppe nicht so erhalten hat wie bei den Zimmerleuten und die Anzahl der auf dem Bau tätigen Maurer und Steinmetzen auch im Allgemeinen stark zurückgegangen ist, handelt es sich bei den rechtschaffenen fremden Maurern und Steinmetzen heute um einen der kleinsten Schächte mit einer Reisendenpopulation von 20 bis 30 Gesellen. Aus diesem Grund sind die rechtschaffenen fremden Maurer und Steinmetze seit den 1990er Jahren dazu übergegangen, auch Metallhandwerker bei sich aufzunehmen, deren traditionelle Gesellenvereinigungen sich nicht erhalten haben.

## Kluft
In der zweiten Hälfte des 19. Jahrhunderts entwickelte sich aus der modischen Volkstracht der reisenden Gesellen die heutige ins Auge fallende Kluft mit dem charakteristischen Gepräge. Dabei wurde die überlieferte Kleiderordnung beibehalten, bestehend aus einem schwarzen Hut, schwarzen Schuhen, einem Jackett mit mindestens drei Knöpfen sowie der Verzicht auf grüne Farben. Als wichtigstes äußeres Zeichen der Zugehörigkeit kam die krawattenähnliche schwarze Ehrbarkeit hinzu. Die Kluft hat sich bei den Reisenden zwar weitgehend durchgesetzt, bleibt aber weiterhin eine, wenn auch recht beständige, Mode. Bindend ist, wie seit alters her, nur die Kleiderordnung.

## Aufnahme
Aufgenommen werden Handwerker, die einen Gesellenbrief in einem Stein oder Metall verarbeitenden Handwerk erworben haben. Sie müssen unter 30 Jahre alt, männlichen Geschlechts, unverheiratet und schuldenfrei sein und sie dürfen keine finanziellen Verpflichtungen wie Alimentzahlungen oder dergleichen haben. Politische und religiöse Toleranz sind für Gesellen, die rechtschaffene Fremde werden wollen, genauso Grundvoraussetzung wie die Bereitschaft, sich in der Fremde rechtschaffen und ehrbar zu verhalten.

## Wanderschaft
Neben dem alten Ritual der Bruderschaft verbindet die dieser Vereinigung zugehörigen Gesellen die Erfahrung der traditionellen Wanderschaft, zu der sich der junge Geselle bei seiner Aufnahme verpflichtet. Er muss nach seiner Aufnahme, der sogenannten „Erwanderung“, seine Heimatstadt innerhalb 24 Stunden verlassen und darf ihr für 3 Jahre und 1 Tag nicht näher als 50 km Entfernung kommen. In dieser Zeit hat er die Möglichkeit, die Welt zu bereisen und berufliche und zwischenmenschliche Erfahrungen zu sammeln. Der besondere Status eines Wandergesellen, den er in dieser Zeit mit seiner Kleidung nach außen demonstriert, hilft ihm dabei zumindest im deutschsprachigen Raum bei der Arbeitsuche und beim Finden eines Quartiers, wenn er unterwegs ist. Zudem steht ihm ein Netzwerk von Anlaufstationen der sogenannten „Gesellschaften“ zur Verfügung. Dort findet der Reisende Kontakte zu Kameraden und meist auch ein Quartier.

## Einheimische
Nach der Wanderschaft meldet sich der rechtschaffene Geselle einheimisch. Je nachdem, wie aktiv er sich an dem Gesellenleben beteiligen möchte, besucht er mehr oder weniger regelmäßig die Gesellenabende, hält den Kontakt zu den reisenden und einheimischen Kameraden und nimmt teil an der Pflege der alten Rituale und Brauchtümer.